# Nomi ufficiali dell'Unione Sovietica
Di seguito vengono presentati i nomi ufficiali dell'Unione delle Repubbliche Socialiste Sovietiche (nell'ordine costituzionale) nelle maggiori lingue parlate nelle repubbliche sovietiche, e di seguito, in ordine alfabetico, nelle lingue minori parlate all'interno della RSFS Russa. Per confronto si presenta anche la traduzione in lingua italiana. I nomi in alfabeti diversi da quello latino, (alfabeto cirillico, armeno, georgiano) sono traslitterati in corsivo secondo le convenzioni adottate sulla Wikipedia in italiano.
| Lingua     | Sigla     | Nome completo                                                                                                 | Nome abbreviato                          |
| ---------- | --------- | --- | ---------------------------------------- |
| Italiano   | URSS      | Unione delle Repubbliche Socialiste Sovietiche                                                                | Unione Sovietica                         |
|            |           | |                                          |
| Russo      | СССР SSSR | Союз Советских Социалистических Республик Sojuz Sovetskich Socialističeskich Respublik                        | Советский Союз Sovetskyj Sojuz           |
| Ucraino    | СРСР SRSR | Союз Радянських Соціалістичних Республік Sojuz Radjans'kych Socialistyčnych Respublik                         | Радянський Союз Radjans'kyj Sojuz        |
| Bielorusso | СССР SSSR | Саюз Савецкіх Сацыялістычных Рэспублік Sajuz Saveckich Sacyjalistyčnych Rėspublik                             | Савецкі Саюз Savecki Sajuz               |
| Uzbeco     | ССPИ SSRI | Совет Социалистик Республикалари Иттифоқи Sovet Socialistik Respublikalari Ittifoqi                           | Совет Иттифоқи Sovet Ittifoqi            |
| Kazako     | ССРО SSRO | Советтік Социалистік Республикалар Одағы Sovettik Socïyalystik Respublykalar Odağı                            | Советтер Одағы Sovetter Odağı            |
| Georgiano  | სსრკ SSRK | საბჭოთა სოციალისტური რესპუბლიკების კავშირი Sabch'ota Sotsialist'uri Resp'ublik'ebis K'avshiri                 | საბჭოთა კავშირი Sabch'ota K'avshiri      |
| Azero      | ССРИ SSRI | Совет Сосиалист Республикалары Иттифагы Sovet Socialist Respublikaları İttifaqı                               | Совет Иттифагы Sovet İttifaqı            |
| Lituano    | TSRS      | Tarybų Socialistinių Respublikų Sąjunga                                                                       | Tarybų Sąjunga                           |
| Moldavo    | УРСС URSS | Униуня Републичилор Советиче Сочиалисте Uniunea Republicilor Sovietice Socialiste                             | Униуня Советикэ Uniunea Sovietică        |
| Lettone    | PSRS      | Padomju Sociālistisko Republiku Savienība                                                                     | Padomju Savienība                        |
| Kirghiso   | ССРС SSRS | Советтик Социалисттик Республикалар Союзу Sovettik Sotsialisttik Respublikalar Soyuzu                         | Советтер Союз Sovetter Soyuz             |
| Tagico     | ИҶШС IÇŠS | Иттиҳоди Ҷумҳуриҳои Шӯравии Сосиалистӣ Ittihodi Çumhurihoi Šūravii Sosialistī                                 | Иттиҳоди Шӯравӣ Ittihodi Šūravī          |
| Armeno     | ՍՍՀՄ SSHM | Սովետական Սոցիալիստական Հանրապետությունների Միություն Sovetakan Socialistakan Hanrapetowt'yownneri Miowt'yown | Սովետական Միություն Sovetakan Miowt'yown |
| Turkmeno   | ССРС SSRS | Совет Социалистик Республикалары Союзы Sovet Socialistik Respublikalary Sojuzy                                | Совет Союзы Sovet Sojuzy                 |
| Estone     | NSVL      | Nõukogude Sotsialistlike Vabariikide Liit                                                                     | Nõukogude Liit                           |
|            |           | |                                          |
| Avaro      | ССРС SSRS | Советазул Социалистиял Республиказул Союз Sowetazul Socialistijal Respublikazul Sojuz                         |                                          |
| Baschiro   | ССРС SSRS | Совет Социалистик Республикалар Союзы Sovet Socialistik Respublikalar Sojuzy                                  | Советтар Союзы Sovettar Sojuzy           |
| Ceceno     | ССРС SSRS | Советски Социалистически Республикийн Союз Sovetski Socialističeski Respublikijn Sojuz                        | Советски Союз Sovetski Sojuz             |
| Ciuvascio  | ССРС SSRS | Социаллă Совет Республикисен Союзĕ Sociallă Sovet Respublikisen Sojuzĕ                                        |                                          |
| Erza       | ССРС SSRS | Советской Социалистической Республикатнень Союз Sovetskoj Socialističeskoj Respublikatnen' Sojuz              |                                          |
| Eveno      | ССРС SSRS | Советсканя Социалистическаня Республиканя Союзатан Sovetskanja Socialističeskanja Respublikanja Sojuzatan     |                                          |
| Finlandese | SNTL      | Sosialististen Neuvostotasavaltojen Liitto                                                                    | Neuvostoliitto                           |
| Inguscio   | ССРС SSRS | Советски Социалистически Республикай Союз Sovetski Socialističeski Respublikaj Sojuz                          |                                          |
| Jacuto     | ССРС SSRS | Советскай Социалистическай Республикалар Союзтара Sovetskaj Socialističeskaj Respublikalar Sojuztara          | Советскай Союз Sovetskaj Sojuz           |
| Komi       | ССРС SSRS | Сӧветскӧй Социалистическӧй Республикаяслӧн Союз Sövetsköj Socialističesköj Respublikajaslön Sojuz             |                                          |
| Mari       | ССРУ SSRU | Совет Социализм Республик-влак Ушем Sovet Socialism Respublik-vlak Ušem                                       | Совет Ушем Sovet Ušem                    |
| Mokša      | ССРС SSRS | Советскяй Социалистическяй Республикатнень Союзсна Sovetskäj Socialističeskäj Respublikatnenj Sojuzsna        |                                          |
| Osseto     | ССРЦ SSRC | Советон Социалистон Республикæты Цæдис Soveton Socialiston Respublikăty Cădis                                 | Советон Цæдис Soveton Cădis              |
| Tataro     | ССРС SSRS | Совет Социалистик Республикалар Союзы Sovet Socialistik Respublikalar Sojuzy                                  | Советлар Союзы Sovetlar Sojuzy           |
| Tedesco    | UdSSR     | Union der Sozialistischen Sowjetrepubliken                                                                    | Sowjetunion                              |
| Tuvano     | ССРЭ SSRE | Совет Социалистиг Республикаларның Эвилели Sovet Socialistig Respublikalarnyng Evileli                        |                                          |
| Udmurto    | ССРС SSRS | Советской Социалистической Республикаослэн Союззы Sovetskoj Socialističeskoj Respublikaoslen Sojuzzy          |                                          |
| Yiddish    | Ppsr      | פֿאַרבאַנד פֿון סאָציאַליסטישע ראַטנרעפּובליקן P̄ʼarbʼand p̄wn sʼáẕyʼalystyşʻ rʼatnrʻṗwblyqn                            | ראַטןפֿאַרבאַנד Rʼatnp̄ʼarbʼand               |